# Krystyna Adolphowa
Krystyna Adolphowa (zm. 30 marca 1987) – polska historyk, badaczka dziejów Wielkiego Księstwa Litewskiego.

## Życiorys
Absolwentka historii Uniwersytetu Stefana Batorego w Wilnie, uczennica Stanisława Kościałkowskiego. Pod jego kierunkiem napisała pracę magisterską Zbiór praw Andrzeja Zamoyskiego a szlachta litewska w świetle instrukcji poselskich z lat 1776, 1778, 1780 i 1782.
Następnie uczyła historii w Gimnazjum im. ks. Adama Jerzego Czartoryskiego w Wilnie. Za ukrywanie i uratowanie życia w czasie okupacji niemieckiej dwom uczennicom – Żydówkom. 14 maja 1984 została odznaczona Medalem Sprawiedliwy wśród Narodów Świata.

## Wybrane publikacje
- Szlachta litewska wobec zbioru praw Andrzeja Zamoyskiego (w świetle litewskich instrukcji poselskich z lat 1776, 1778, 1780 i 1782), Wilno 1933.